# Пармелен, Элен
Элен Пармелен (фр. Hélène Parmelin; настоящее имя Элен Александрин Юнгельсон (фр. Hélène Alexandrine Jungelson); 19 августа 1915[…], Нанси, Мёрт и Мозель — 6 февраля 1998, XIV округ Парижа, Париж) — французская писательница, журналист, искусствовед и художественный критик; лауреат премии Фенеона. Младшая сестра историка Ольги Вормсер.

## Биография
Элен Юнгельсон родилась 19 августа 1915 года в городе Нанси — административном центре департамента Мёрт и Мозель на востоке Франции в семье российских эмигрантов еврейского происхождения. Родители Элен, опасаясь преследования со стороны властей, бежали из Российской империи после провала революции 1905—1907 годов, активным участником которой был её отец — Аркадий Юнгельсон, агроном по образованию. Мать — Вера Халфин работала в адвокатуре и по политическим взглядам принадлежала к меньшевикам. Покинув Россию, они сперва оказались вместе с Лениным в Швейцарии, а затем осели во французском регионе Лотарингия. У Элен была старшая сестра Ольга (1912—2002), которая посвятила свою жизнь истории.
Элен Александрин Юнгельсон получила степень бакалавра в Лицее Фенелона.
В 1934 году она вышла замуж за армейского офицера Жоржа Видаля (Georges Vidal) с которым прожила два с половиной года в Индокитае, но вскоре после возвращения во Францию супружеская пара распалась.
В 1944 году, во время Второй мировой войны, она вступила во Французскую коммунистическую партию.
С 1944 по 1953 год она работала в парижской ежедневной коммунистической газете «Юманите» (фр. «L’Humanité»), где была сперва начальником отдела культуры, а затем старшим репортёром издания.
В 1947 году в XIV округе Парижа Элен Пармелен познакомилась с художником-коммунистом Эдуаром Пиньоном. В сентябре 1948 года она родила ему сына Николя, они поженились в июне 1950 года. В это время Элен опубликовала свой первый роман (см. раздел «Библиография» ниже). Молодожены жили рядом с домом художника Пабло Пикассо, и пара регулярно останавливалась у него, в том числе в Валлорисе. Пикассо посвятил писательнице одну из своих картин.
С 1950 по 1953 год, пока длилось резонансное дело Анри Мартена, Элен Пармелен почти каждый день писала статьи, в которой сообщала о действиях по защите «моряка свободы». Имя Мартена, как и имя Раймонды Дьен, активно использовалось и в советской пропаганде в качестве примера неприятия французским народом «преступной войны в Индокитае».
В 1951 году её повесть «Подъем к стене» (фр. «La montée au mur»), написанная годом ранее, была награждена литературной премией Фенеона.
Пармелен была одной из фавориток советской пропаганды, и последняя предпочитала не замечать её критические статьи, касающиеся подавления Венгерского восстания 1956 года и вторжения в Чехословакию в 1968 году, где она настаивала на том, что «социализм не может существовать без свободы». Зато подписание ей Манифеста 121, призывавшего правительство Франции и общественное мнение признать Алжирскую войну законной борьбой за независимость, осуждавшего применение пыток со стороны ВС Франции и содержавшего призыв к Франции соблюдать права отказников в конфликте с властями, не осталось незамеченным. В декабре 1980 года после начала советского вторжения в Афганистан она (вместе с мужем) навсегда вышла из Французской коммунистической партии.
Элен Пармелен умерла 6 февраля 1998 года в XIV округе французской столицы и была похоронена на кладбище Монпарнас.
Помимо перечисленного, она оставила после себя около двух десятков романов, повести, а также множество критических эссе на тему изобразительного искусства (преимущественно французского).